# Connettore a pettine
Il connettore a pettine è un tipo di connettore elettrico, in particolare di connettore maschio.
Il corrispondente connettore femmina del connettore a pettine è lo slot. Il connettore a pettine e lo slot sono connettori elettrici progettati per collegare elettricamente due schede elettroniche.
Molto spesso il connettore a pettine viene realizzato direttamente sulla scheda elettronica, andando a realizzare una protuberanza con vari contatti elettrici e che permettono la comunicazione con lo slot.

## Descrizione

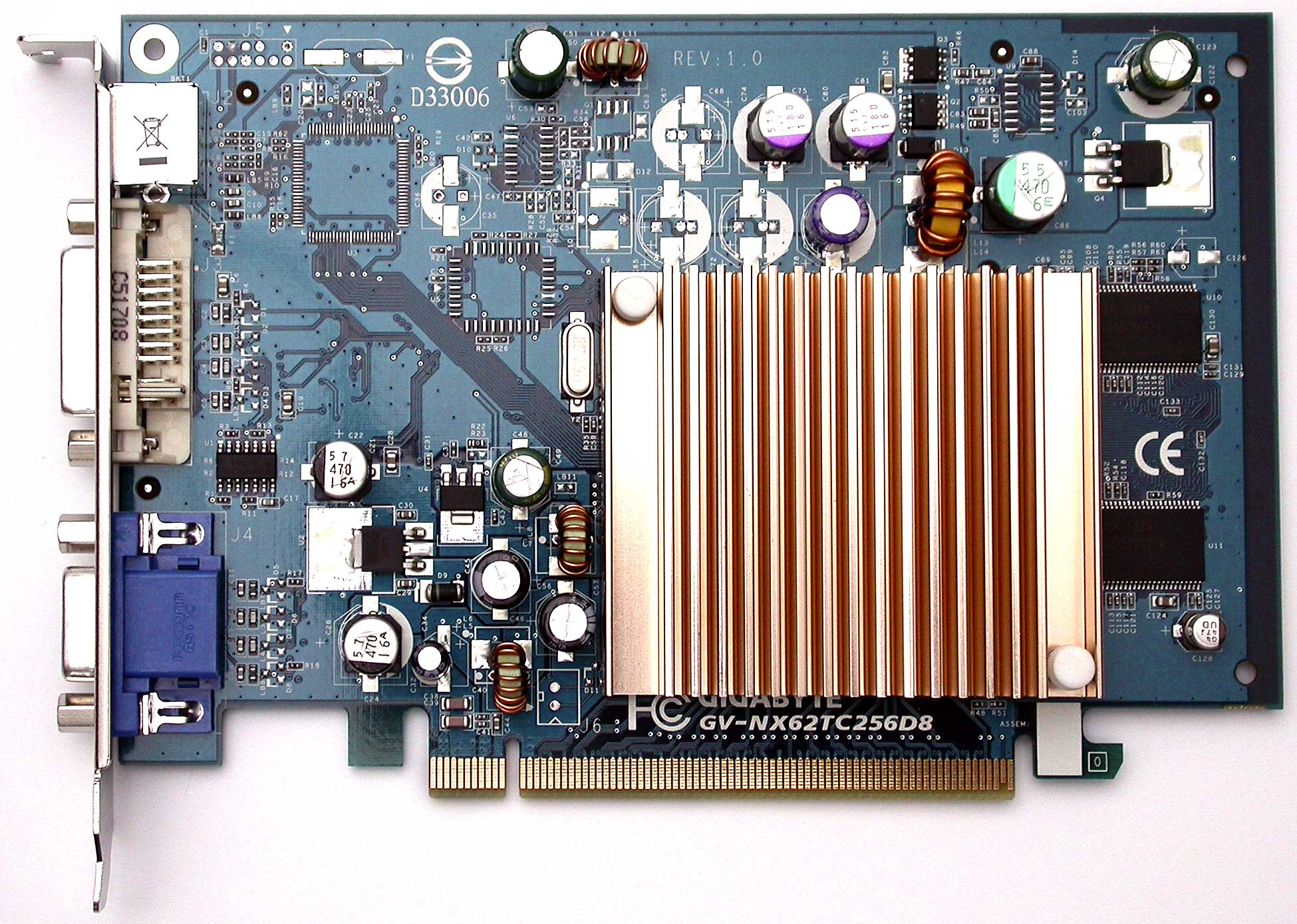
Una scheda video. Sul bordo inferiore si può notare un connettore a pettine con i pin dorati e una scanalatura.

Il connettore a pettine è un'area rettangolare di un circuito stampato situata sul bordo. L'area ha due lati opposti lunghi circa un centimetro e gli altri due lati di lunghezza variabile dipendente dal tipo di connettore a pettine e direttamente proporzionale al numero di pin del connettore a pettine. I pin sono terminazioni delle piste del circuito stampato che nell'area del connettore a pettine si dispongono tutte parallele tra loro e terminano sul bordo del circuito stampato.   
Nell'area del connettore a pettine possono essere presenti delle scanalature, normalmente di larghezza ridotta. Il corrispondente slot del connettore a pettine è sagomato in modo tale da inserirsi nelle scanalature del connettore a pettine. Queste scanalature hanno la funzione di diversificare i connettori a pettine in modo da evitare l'inserimento di una scheda elettronica nello slot sbagliato. Infatti è piuttosto comune che, ad esempio, su una scheda madre siano presenti vari tipi di slot e non è raro che connettori a pettine utilizzati per connessioni elettriche diverse abbiano le stesse dimensioni. Invece connettori a pettine utilizzati per connessioni elettriche diverse aventi le stesse dimensioni e lo stesso numero di scanalature nella medesima posizione non esistono.

## Utilizzo
L'utilizzo più frequente del connettore a pettine è nei computer dove viene utilizzato nelle schede d'espansione al fine di espandere le capacità del computer oppure per sostituire alcune sue parti. ad esempio la scheda video o la scheda CPU, con omologhi in grado di fornire prestazioni migliori.  